# Erwin Stührk
Erwin Stührk (Amburgo, 4 luglio 1910 – 13 novembre 1942) è stato un calciatore tedesco, di ruolo difensore.